# Aulacocalyx pallens
Espèce
Synonymes
- Aidia pallens (Hiern) G.Taylor[1]
- Aulacocalyx pallens subsp. pallens[1]
- Randia pallens Hiern[1]

Aulacocalyx pallens est une espèce de plantes de la famille des Rubiaceae.

## Liste des sous-espèces
Selon Catalogue of Life (9 avril 2019), World Checklist of Selected Plant Families (WCSP) (9 avril 2019) et Tropicos (9 avril 2019) :
- sous-espèce Aulacocalyx pallens subsp. letestui (Pellegr.) Figueiredo (1997)
- sous-espèce Aulacocalyx pallens subsp. pallens

Selon The Plant List (9 avril 2019) :
- sous-espèce Aulacocalyx pallens subsp. letestui (Pellegr.) Figueiredo

## Publication originale
- Kew Bulletin 52(3): 653. 1997.